# Liny-devant-Dun
Liny-devant-Dun ist eine französische Gemeinde mit 189 Einwohnern (Stand: 1. Januar 2022) im Département Meuse in der Region Grand Est (vor 2016: Lothringen). Sie gehört zum Arrondissement Verdun und zum Kanton Stenay. 

## Geographie
Liny-devant-Dun liegt etwa 30 Kilometer nordnordwestlich von Verdun an der Maas (frz. Meuse). Umgeben wird Liny-devant-Dun mit den Nachbargemeinden Dun-sur-Meuse im Norden, Fontaines-Saint-Clair im Nordosten, Vilosnes-Haraumont im Osten und Süden, Brieulles-sur-Meuse im Süden und Westen sowie Cléry-le-Petit im Nordwesten.

## Bevölkerungsentwicklung
| Jahr                       | 1962 | 1968 | 1975 | 1982 | 1990 | 1999 | 2006 | 2011 | 2019 |
| Einwohner                  | 237  | 241  | 201  | 199  | 148  | 181  | 167  | 190  | 189  |
| Quellen: Cassini und INSEE |      |      |      |      |      |      |      |      |      |

## Sehenswürdigkeiten
- Kirche Saint-Julien aus dem 12. Jahrhundert, seit 1921 Monument historique
- Kapelle Notre-Dame-du-Salut aus dem 18. Jahrhundert
- Kapelle Saint-Lié
- Deutscher Soldatenfriedhof

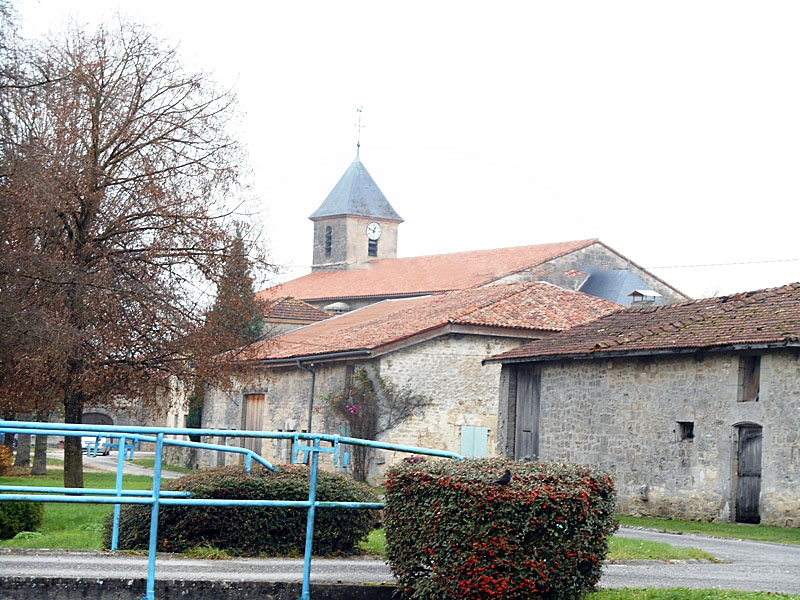
Kirche Saint-Julien
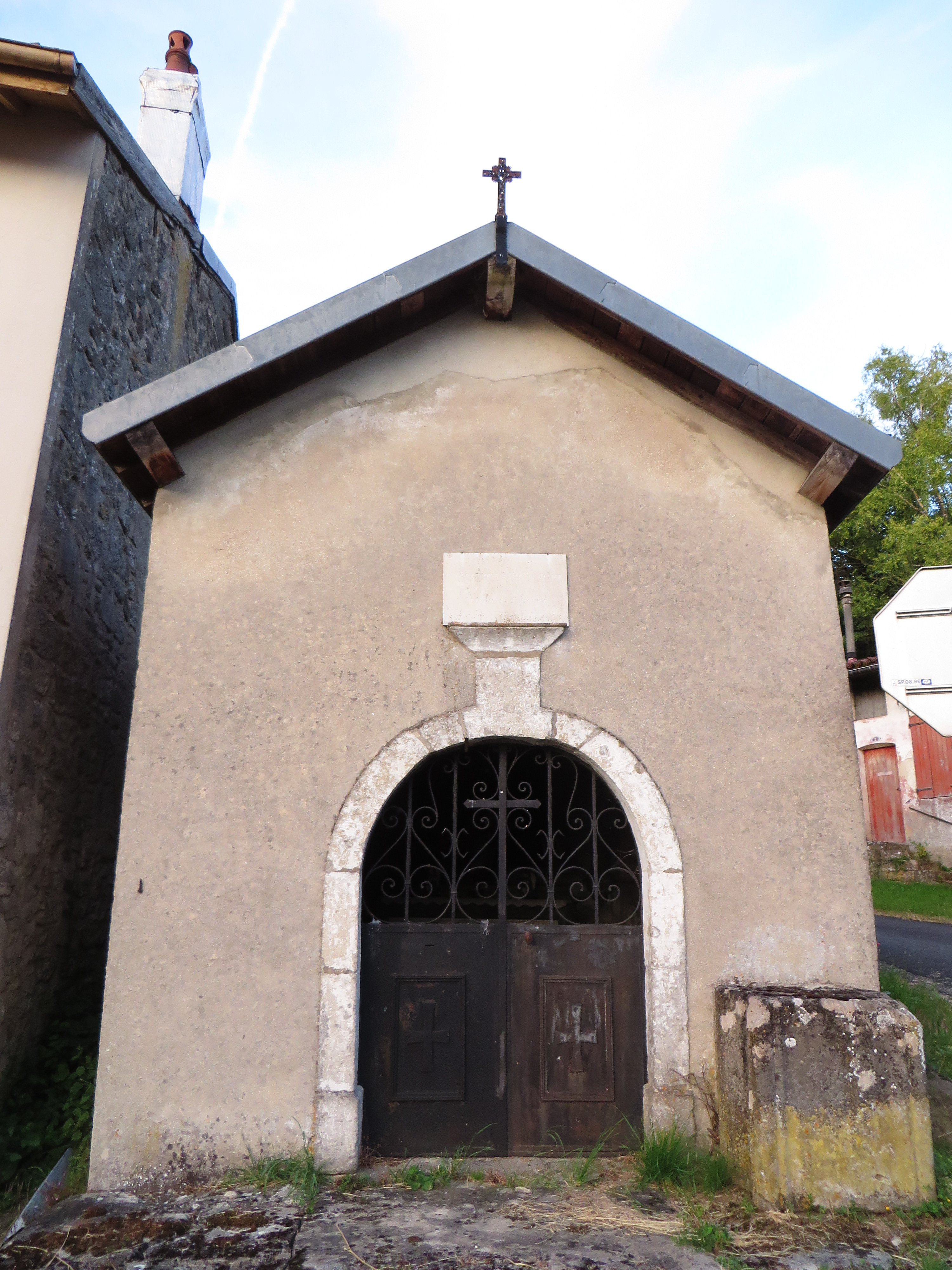
Kapelle Notre-Dame-du-Salut
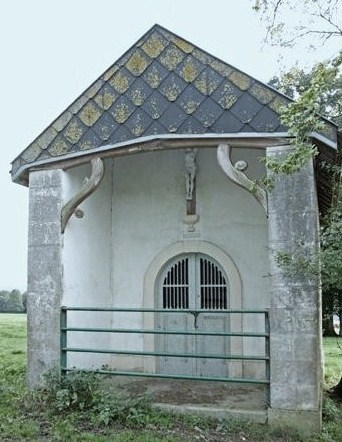
Kapelle Saint-Lié
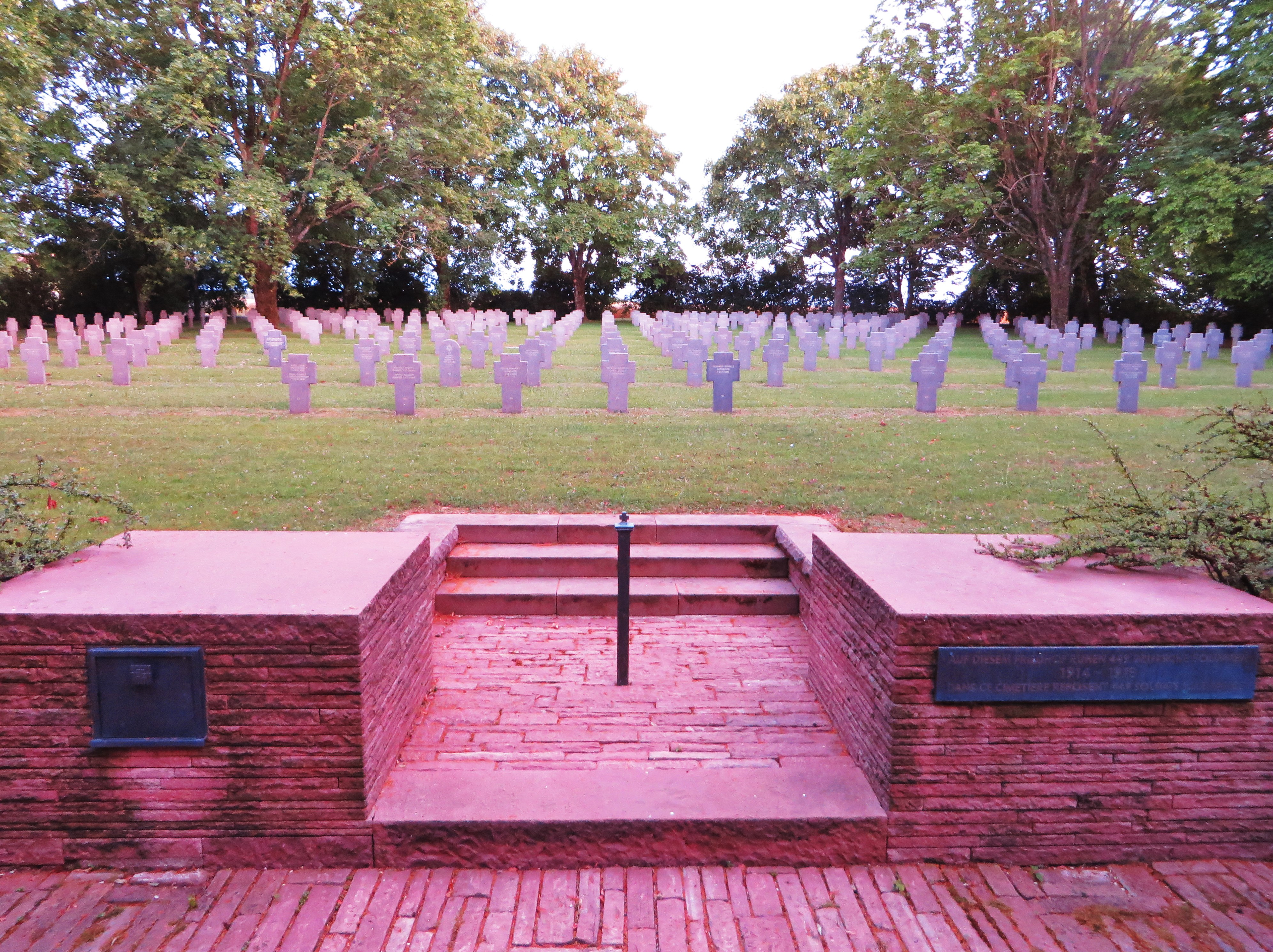
Deutscher Soldatenfriedhof